# Жостір

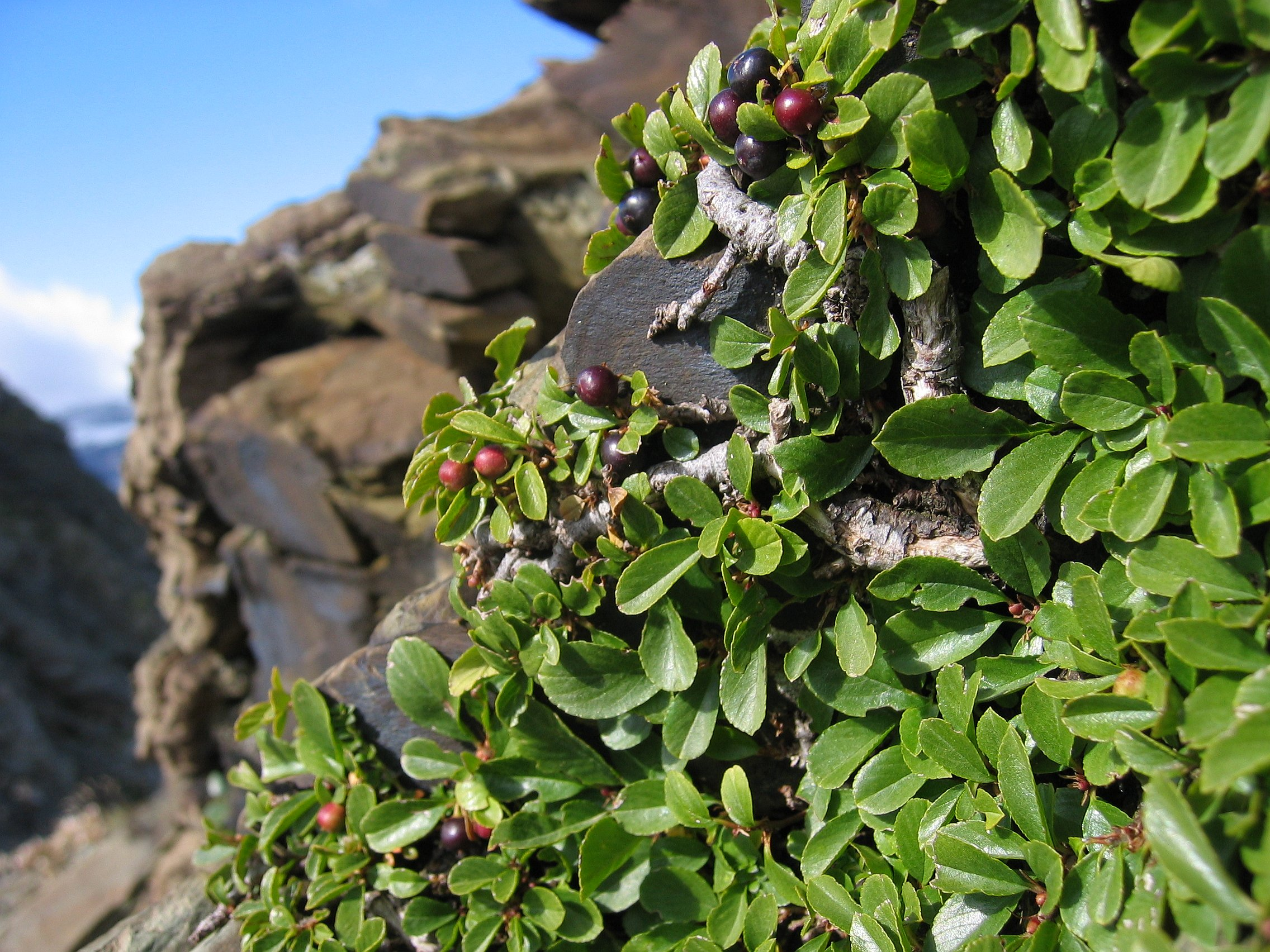
Rhamnus pumila, крушина карликова

Жостір, крушина — це рід містить 140 видів кущів або невеликих дерев, широко відомих як крушини, родини Rhamnaceae. Його види мають різну висоту - від 1 до 10 метрів, рідко до 15 метрів.
Поширені в основному у Східній Азії та Північній Америці, але зустрічаються по всій помірній і субтропічній Північній півкулі, а також більш локально -  в субтропічній Південній півкулі ( в деяких частинах Африки та Південної Америки). Одиніз видів родини, крушина звичайна ( Rhamnus cathartica ) розрослаль як інвазивна рослина  в деяких частинах Канади та Сполучених Штатів, де вона натуралізувалася . 
Зустрічаються як листопадні, так і вічнозелені види. Листки прості, розміром від 3 до 15 см, довгі, розташування почергове, супротивне. Однією з відмінних рис багатьох крушини є те, щожилкування листка вигинається вгору до кінчика листя. Рослина дає плоди — чорні або червоні ягодоподібні кістянки . Свою назву отримав завдяки дерев’яній колючці на кінці кожної гілки багатьох видів. Відомо, що один вид може використовуватися в медицині. 

## Опис
Рослини роду Крушина — це чагарники або невеликі або середні дерева  з листяним або рідше вічнозеленим листям . Гілки гладкі або закінчуються здерев’янілою колючкою. Листові пластини нероздільні, з перисто-жилковим розсіченням. Краї листя пилчасті або рідше цільні. Види роду, як правило, дводомні, з чоловічими та жіночими квітками на окремих рослинах.  Більшість видів мають жовтувато-зелені, дрібні, одностатеві або рідко двостатеві квітки; які утворюються поодиноко або в пазушних суцвіттях- китицях або волотях, що містять декілька квіток. Чашечка трубчаста ,форма - від колокольчатої до чашоподібної, з 4-5 яйцеподібно-трикутними чашолистками. Пелюсток 4 або 5, але деякі види можуть бути відсутніми. Пелюстки коротші за чашолистки. Квітки мають 4 або 5 тичинок. Плоди — ягодоподібна кістянка з 2-4 кісточками, обернено- яйцевидної або кулястої форми. Насіння має м'ясистий ендосперм . 

## Види
Станом на січень 2025, Plants of the World Online надає список наступних видів:
- Rhamnus alaternus L.
- Rhamnus alnifolia L'Hér.
- Rhamnus alpina L.
- Rhamnus arguta Maxim.
- Rhamnus arnottiana Gardner ex Thwaites
- Rhamnus aurea Heppeler
- Rhamnus baldschuanica Grubov
- Rhamnus × bermejoi P.Fraga & Rosselló
- Rhamnus biglandulosa Sessé & Moc.
- Rhamnus bodinieri H.Lév.
- Rhamnus brachypoda C.Y.Wu
- Rhamnus bungeana J.J.Vassil.
- Rhamnus calderoniae R.Fern.
- Rhamnus cathartica L.
- Rhamnus collettii Bhandari & Bhansali
- Rhamnus cordata Medw.
- Rhamnus coriophylla Hand.-Mazz.
- Rhamnus cornifolia Boiss. & Hohen.
- Rhamnus costata Maxim.
- Rhamnus crenulata Aiton
- Rhamnus crocea Nutt.
- Rhamnus dalianensis S.Y.Li & Z.H.Ning
- Rhamnus daliensis G.S.Fan & L.L.Deng
- Rhamnus darii Govaerts
- Rhamnus davurica Pall.
- Rhamnus depressa Grubov
- Rhamnus diffusa Clos
- Rhamnus disperma Ehrenb. ex Boiss.
- Rhamnus dolichophylla Gontsch.
- Rhamnus dumetorum C.K.Schneid.
- Rhamnus erythroxyloides Hoffmanns.
- Rhamnus erythroxylum Pall.
- Rhamnus esquirolii H.Lév.
- Rhamnus fallax Boiss.
- Rhamnus flavescens Y.L.Chen & P.K.Chou
- Rhamnus formosana Matsum.
- Rhamnus fulvotincta F.P.Metcalf
- Rhamnus × gayeri Kárpáti ex Soó
- Rhamnus gilgiana Heppeler
- Rhamnus glandulosa Aiton
- Rhamnus glaucophylla Sommier
- Rhamnus globosa Bunge
- Rhamnus grandiflora C.Y.Wu
- Rhamnus grubovii I.M.Turner
- Rhamnus hainanensis Merr. & Chun
- Rhamnus hemsleyana C.K.Schneid.
- Rhamnus heterophylla Oliv.
- Rhamnus hirtella Boiss.
- Rhamnus hupehensis C.K.Schneid.
- Rhamnus × hybrida L'Hér.
- Rhamnus imeretina J.R.Booth ex G.Kirchn.
- Rhamnus infectoria L.
- Rhamnus integrifolia DC.
- Rhamnus × intermedia Steud. & Hochst.
- Rhamnus ishidae Miyabe & Kudô
- Rhamnus iteinophylla C.K.Schneid.
- Rhamnus japonica Maxim.
- Rhamnus kanagusukii Makino
- Rhamnus kayacikii Yalt. & P.H.Davis
- Rhamnus kurdica Boiss. & Hohen.
- Rhamnus kwangsiensis Y.L.Chen & P.K.Chou
- Rhamnus lamprophylla C.K.Schneid.
- Rhamnus lanceolata Pursh
- Rhamnus laoshanensis D.K.Zang
- Rhamnus ledermannii Lauterb.
- Rhamnus × lemaniana Briq.
- Rhamnus leptacantha C.K.Schneid.
- Rhamnus leptophylla C.K.Schneid.
- Rhamnus libanotica Boiss.
- Rhamnus liboensis Y.F.Deng
- Rhamnus liukiuensis (E.H.Wilson) Koidz.
- Rhamnus lojaconoi Raimondo
- Rhamnus ludovici-salvatoris Chodat
- Rhamnus lycioides L.
- Rhamnus maximovicziana J.J.Vassil.
- Rhamnus × mehreganii Alijanpoor & Khodayari
- Rhamnus × mercieri Briq.
- Rhamnus microcarpa Boiss.
- Rhamnus mildbraedii Engl.
- Rhamnus minnanensis K.M.Li
- Rhamnus mollis Merr.
- Rhamnus mongolica Y.Z.Zhao & L.Q.Zhao
- Rhamnus × mulleyana Fritsch
- Rhamnus myrtifolia Willk.
- Rhamnus nakaharae (Hayata) Hayata
- Rhamnus napalensis (Wall.) M.A.Lawson
- Rhamnus nigrescens Lauterb.
- Rhamnus nigricans Hand.-Mazz.
- Rhamnus ninglangensis Y.L.Chen
- Rhamnus nitida P.H.Davis
- Rhamnus oleoides L.
- Rhamnus orbiculata Bornm.
- Rhamnus papuana Lauterb.
- Rhamnus parvifolia Bunge
- Rhamnus pentapomica R.Parker
- Rhamnus persica Boiss.
- Rhamnus persicifolia Moris
- Rhamnus petiolaris Boiss. & Balansa
- Rhamnus philippinensis C.B.Rob.
- Rhamnus pichleri C.K.Schneid. & Bornm.
- Rhamnus pilushanensis Y.C.Liu & C.M.Wang
- Rhamnus × pissjaukovae O.A.Popova
- Rhamnus prinoides L'Hér.
- Rhamnus procumbens Edgew.
- Rhamnus prunifolia Sm.
- Rhamnus pulogensis Merr.
- Rhamnus pumila Turra
- Rhamnus punctata Boiss.
- Rhamnus purpurea Edgew.
- Rhamnus pyrella O.Schwarz
- Rhamnus qianweiensis Z.Y.Zhu
- Rhamnus rahiminejadii Alijanpoor & Assadi
- Rhamnus rhodopea Velen.
- Rhamnus rosei M.C.Johnst. & L.A.Johnst.
- Rhamnus rosthornii E.Pritz.
- Rhamnus rugulosa Hemsl.
- Rhamnus salixiophylla S.S.Ying
- Rhamnus sargentiana C.K.Schneid.
- Rhamnus saxatilis Jacq.
- Rhamnus schlechteri Lauterb.
- Rhamnus seravschanica (Kom.) Kamelin
- Rhamnus serpyllacea Greuter & Burdet
- Rhamnus serrata Humb. & Bonpl. ex Schult.
- Rhamnus sibthorpiana Schult.
- Rhamnus smithii Greene
- Rhamnus songorica Gontsch.
- Rhamnus spathulifolia Fisch. & C.A.Mey.
- Rhamnus staddo A.Rich.
- Rhamnus standleyana C.B.Wolf
- Rhamnus subapetala Merr.
- Rhamnus sumatrensis Ridl.
- Rhamnus sumbawana Lauterb.
- Rhamnus tangutica J.J.Vassil.
- Rhamnus taquetii (H.Lév. & Vaniot) H.Lév.
- Rhamnus thymifolia Bornm.
- Rhamnus tonkinensis Pit.
- Rhamnus tortuosa Sommier & Levier
- Rhamnus triquetra (Wall.) Brandis
- Rhamnus tzekweiensis Y.L.Chen & P.K.Chou
- Rhamnus utilis Decne.
- Rhamnus velutina Boiss.
- Rhamnus virgata Roxb.
- Rhamnus wightii Wight & Arn.
- Rhamnus wilsonii C.K.Schneid.
- Rhamnus × woloszczakii Kárpáti
- Rhamnus wumingensis Y.L.Chen & P.K.Chou
- Rhamnus xizangensis Y.L.Chen & P.K.Chou
- Rhamnus yoshinoi Makino

## Поширення
Жостір -рослина- космополіт  зі 140 видів, які поширені в помірних і тропічних регіонах, більшість видів походять із Східної Азії та Північної Америки, а кілька видів — з Європи та Африки. 
Північноамериканські види включають Rhamnus alnifolia, крушину вільхову, що зустрічається на всьому континенті, і Rhamnus crocea, крушину падублисту (на заході). Хоча Rhamnus cathartica не рідний для цього регіону, його можна знайти в Північній Америці. 
Крушину можна сплутати з родом рослин Дерен, рослини якого мають вигнутий тип жилкування листя; справді, "дерен"(кизил) - це місцева назва рослини R. prinoides, яка розповсюджена у південній Африці. Дві рослини легко відрізнити, якщо повільно розтягнути листок - кизил має на місті розтягування тонкі білі латексні нитки, а крушина – ні.

## Інвазивні види
Жостір проносний (крушина звичайна), вважається інвазивним видом у Сполучених Штатах  і  локально - у окремих місцевих  штатах, включаючи Міннесоту  і Вісконсін . 
Крушина звичайна добре пристосована до поширення в Канаді та США  Вона росте ефективно, не потребує багато сонячного світла та/або родючого ґрунту.  Його насіння витривале, а також здатне рости та легко поширюватися в різноманітних умовах навколишнього середовища.   Деякі тварини оминають поїдання крушини, оскільки її листя не смачне, а плоди токсичні(для деяких тварин).  Загалом відомо, що вони негативно впливають на навколишнє середовище.  Наприклад, жостір проносний призводить до підвищеної смертності жаб’ячих яєць через хімічну речовину, яку вона виділяє.  Інші види, такі як Жостір вічнозелений, також виробляє хімічні речовини, які не дозволяють тваринам споживати його. 

## Екологія
Деякі види інвазивні за межами свого природного ареалу. Жостір проносний був завезений в Сполучені Штати як садовий чагарник і став інвазивним видом у багатьох місцевостях. Це основний хазяїн соєвої попелиці ( Aphis glycines ), шкідника для фермерів, які вирощують сою в США. Попелиця використовує крушину як господаря на зиму, а потім навесні поширюється на сусідні соєві поля.  Італійська крушина (R. alaternus ), вічнозелений вид із Середземноморського регіону, став серйозним бур’яном у деяких частинах Нової Зеландії,  особливо на островах затоки Гауракі .
Крушини використовуються як харчові рослини личинками багатьох видів лускокрилих.
Відомо, що американські види є господарями вівсяного гриба Puccinia coronata . У дослідженні 1930 року для знищення R. lanceolata використовувалися як гас, так і сіль, і обидва виявилися дешевшими, ніж вирубка цих кущів. 

## Використання

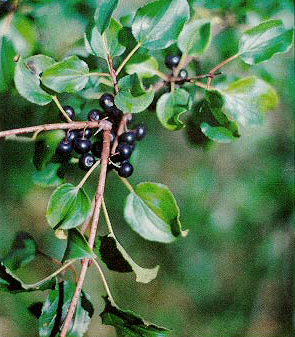
Жостір проносний

Плоди більшості видів містять жовтий барвник, а насіння багате білком. Олію з насіння використовують для виготовлення мастила, друкарської фарби та мила.  Багато видів використовували для виготовлення барвників . Rhamnus utilis дає фарфорово- зелений колір, який використовується для надання яскраво-зеленого кольору шовку та вовни.  Кора деяких видів роду Крушина дає гарний жовтий барвник.  Інший вид, авіньйонська крушина ( Rhamnus saxatilis ) використовується для добування жовтого пігмента,  який добувають з плодів виду. .
Деякі види можуть викликати демієлінізуючі полінейропатії . 
Жостір проносний (R. cathartica),  широко поширений місцевий вид в Європі, у минулому використовувався як проносний засіб. У середині 17 століття в Англії це був єдиний місцевим проносний засіб.  Він також був відомий до Карла Ліннея як Spina Cervina .  Ягоди жостіра проносного чорного кольору і містять зеленуватий сік із чотирма насінинами; це дозволяє відрізнити їх від вільхи чорної та кизилу, які містять лише одну або кілька насіннин. Кажуть, що його сироп терпкий.  Ризик від токсичності перевищив лікарські властивості рослини, тому сироп крушини більше не використовують.
Крушина блискуча,  відома як "гешо"в Ефіопії, використовується для виготовлення меду під назвою тедж .
Жостір вічнозелений також є доволі перспективним для використання в медицині. 

## Дивіться також
- Обліпиха
- Кизил
- Магнолієві